# 林赞尧
林赞尧（？—946年或947年），南唐漳州守将，于946年底发动叛乱，不久被镇压。
南唐保大四年五月（946年6月2日—946年7月1日）后，南唐向漳州和泉州派驻戍兵。同年十月（946年10月28日—946年11月26日），驻守漳州的裨将林赞尧发动叛乱，杀死监军使周承义，占据漳州城，并在保山岩设置军营。在掘地筑营时，挖出一座古墓，棺椁已经腐烂，里面有一具女尸，衣服和容貌都像活着一样，全身还带着余温，士兵们取走她的金银发饰，把尸体弃置不管；后来，又挖开一座坟墓，打开棺材时，发现里面有一个人披头散发，脸被头发盖住，蹲坐在棺材里，士兵们被吓得惊惧万分，竟然因此死了好几个人。不久，南唐剑州刺史陈诲与泉州刺史留从效发兵把林赞尧驱逐出漳州。最后，林赞尧被处死。